# Siphonoperla torrentium
Siphonoperla torrentium is een steenvlieg uit de familie groene steenvliegen (Chloroperlidae). De wetenschappelijke naam van de soort is voor het eerst geldig gepubliceerd in 1841 door Pictet.